# Betting on Zero
Betting on Zero è un documentario statunitense del 2016 diretto da Ted Braun. Indaga l'accusa secondo la quale Herbalife sarebbe uno schema piramidale e ripercorre la vendita allo scoperto operata da Bill Ackman in Herbalife, una scommessa da un miliardo di dollari che la società presto collasserà.

## Sinossi
Il documentario segue Bill Ackman, un miliardario di un fondo speculativo, e diversi ex distributori Herbalife dopo che lo stesso Ackman ha preso una posizione di vendita allo scoperto da un miliardo di dollari in Herbalife, sostenendo che si tratta di uno schema piramidale destinato al collasso. Il film racconta anche le faide di Ackman con il CEO di Herbalife Michael Johnson e l'investitore Carl Icahn, e la controversia che ne è scaturita sia per le pratiche commerciali corte che per quelle di Herbalife.

## Produzione
Oltre alle riprese di innumerevoli ore di filmato cinematografico che registra Bill Ackman, l'attivista anti-Herbalife Julie Contreras e altri, il regista Ted Braun ha contattato il CEO di Herbalife Michael Johnson, l'investitore di maggioranza Carl Icahn e gli attuali distributori Herbalife, ma tutti hanno rifiutato di apparire su film o in registrazione. Così Braun ha inserito filmati di repertorio di questi personaggi.
Il film è stato prodotto da Zipper Bros Films, la società che ha prodotto Undefeated, vincitore del premio Oscar 2012 come miglior documentario.

## Sponsor del film
Al momento della sua anteprima al Tribeca Film Festival nell'aprile 2016, lo sponsor di Betting On Zero non era stato divulgato pubblicamente. Tuttavia, in seguito alla condanna dell'FTC a Herbalife nel luglio 2016, John Fichthorn, co-fondatore di Dialectic Capital Management, ha rivelato di aver finanziato il film. Quando Betting On Zero è entrato in produzione nel 2014, non ha avuto alcuna posizione finanziaria in Herbalife. Bill Ackman non ha avuto alcun ruolo nel finanziamento del film. Fichthorn ha finanziato Betting On Zero attraverso Biltmore Films, una società che ha co-fondato insieme a Burke Koonce per finanziare e produrre film commerciali e finanziari.

## Controversie
È stato riferito che Podesta and Partners, una società di lobby gestita da Heather Podesta e trattenuta da Herbalife, ha acquistato 173 biglietti per una proiezione dell'ottobre 2016 di Betting On Zero al Washington D.C. Double Exposure Investigative Film Festival nel tentativo di mantenere il teatro vuoto. Questo tentativo di Podesta di sovvertire la proiezione è stato in seguito reso pubblico dal comico John Oliver nell'episodio del 6 novembre 2016 di Last Week Tonight.
Herbalife e altri hanno apertamente criticato il film, sostenendo che esso ignori le discutibili tattiche di Ackman, incluse le sue richieste che i provvedimenti governativi potessero arrivare a chiudere Herbalife.

## Distribuzione
Dopo la première al Tribeca Film Festival 2016, Gunpowder & Sky Distribution, precedentemente FilmBuff, ha ottenuto i diritti di distribuzione e ha pianificato una distribuzione nelle sale all'inizio del 2017.

## Critica
Il film è stato ampiamente acclamato, con una valutazione positiva del 100% su RottenTomatoes. Fionnuala Halligan di Screen Daily ha scritto: "Anche se racconta la storia secolare dei ricchi luridi che diventano sempre più ricchi e dei poveri che non vanno da nessuna parte, Betting on Zero è ancora piuttosto sconvolgente." Kimber Myers di IndieWire lo ha valutato come una voto "B" e ha scritto: "Betting on Zero richiede un approccio pratico al suo materiale, ma rende un argomento convincente e talvolta emotivo contro Herbalife." John Fink di The Film Stage ha commentato: "Il film evangelizza la posizione di Ackman e, in un certo contesto, può essere visto come un altro polo nel suo attacco a Herbalife, un'azienda di marketing globale e multi-livello. Questo, ovviamente, è solo un pericolo se ignori le prove presentate dal film e il tuo istinto."